# Eduardo Saverin
Eduardo Luiz Saverin (San Paolo, 19 marzo 1982) è un imprenditore brasiliano naturalizzato singaporiano, cofondatore di Facebook assieme a Mark Zuckerberg, Chris Hughes e Dustin Moskovitz.

## Biografia
Cresciuto in Florida e di origine ebraica, ha studiato all'università di Harvard dove ha conosciuto Mark Zuckerberg, con il quale ha collaborato nell'autunno del 2003 all'ideazione e al lancio di un sito sociale universitario, che venne in un primo tempo chiamato The Facebook. Dopo aver assunto il ruolo di direttore finanziario della compagnia con una partecipazione del 34%, ruppe bruscamente i rapporti con Zuckerberg quando l'imprenditore statunitense, come socio di maggioranza, trasferì l'attività da Boston alla California, alleandosi con Sean Parker, già cofondatore di Napster. Dopo una disputa che lo vide scontrarsi in tribunale con l'ex amico Zuckerberg, Saverin ottenne la quota del 5% della nuova società di Zuckerberg, Facebook Inc., ottenendo anche formalmente il reintegro tra i cofondatori nel sito ufficiale della compagnia.
Nel 2012, possedeva 53 milioni di azioni Facebook (circa il 2% di tutte le azioni), per un valore di circa $2 miliardi all'epoca.

## Nella cultura di massa
- Nel film su Facebook intitolato The Social Network, per la regia di David Fincher, Saverin è interpretato dall'attore Andrew Garfield.